# Alberto Undiano Mallenco

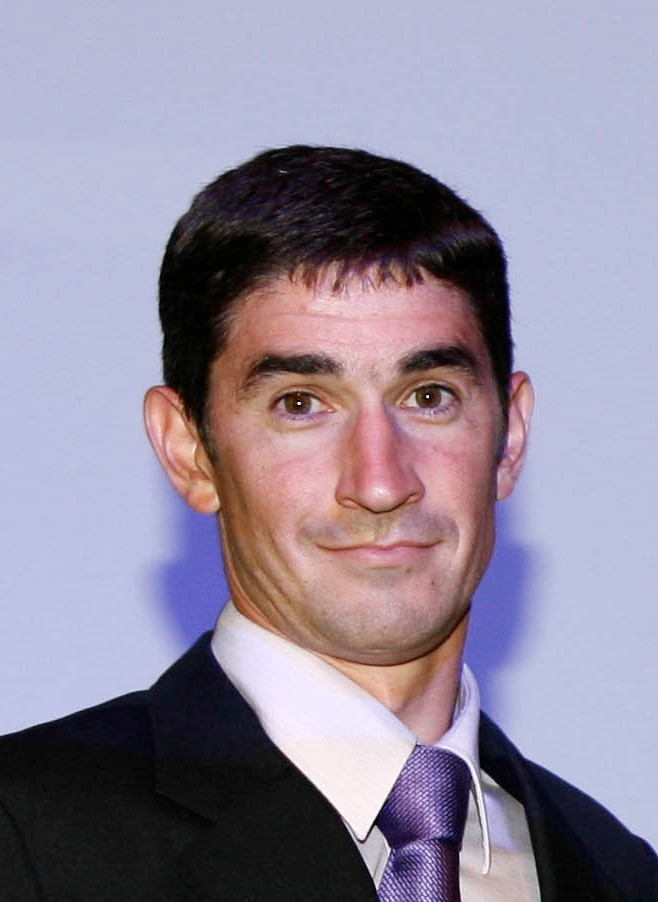
Alberto Undiano

Alberto Undiano Mallenco, född 8 oktober 1973 i Madrid, är en spansk fotbollsdomare som bland annat dömt finalen i U-20-VM 2007 i Kanada mellan Argentina och Tjeckien. Han dömde även i fotbolls-VM 2010 i Sydafrika. Undiano har varit Fifadomare sedan 2004.
Mallenco dömde under fotbolls-VM 2010 matchen Tyskland - Serbien.